# Zespół klasztorny dominikanów w Tarnobrzegu

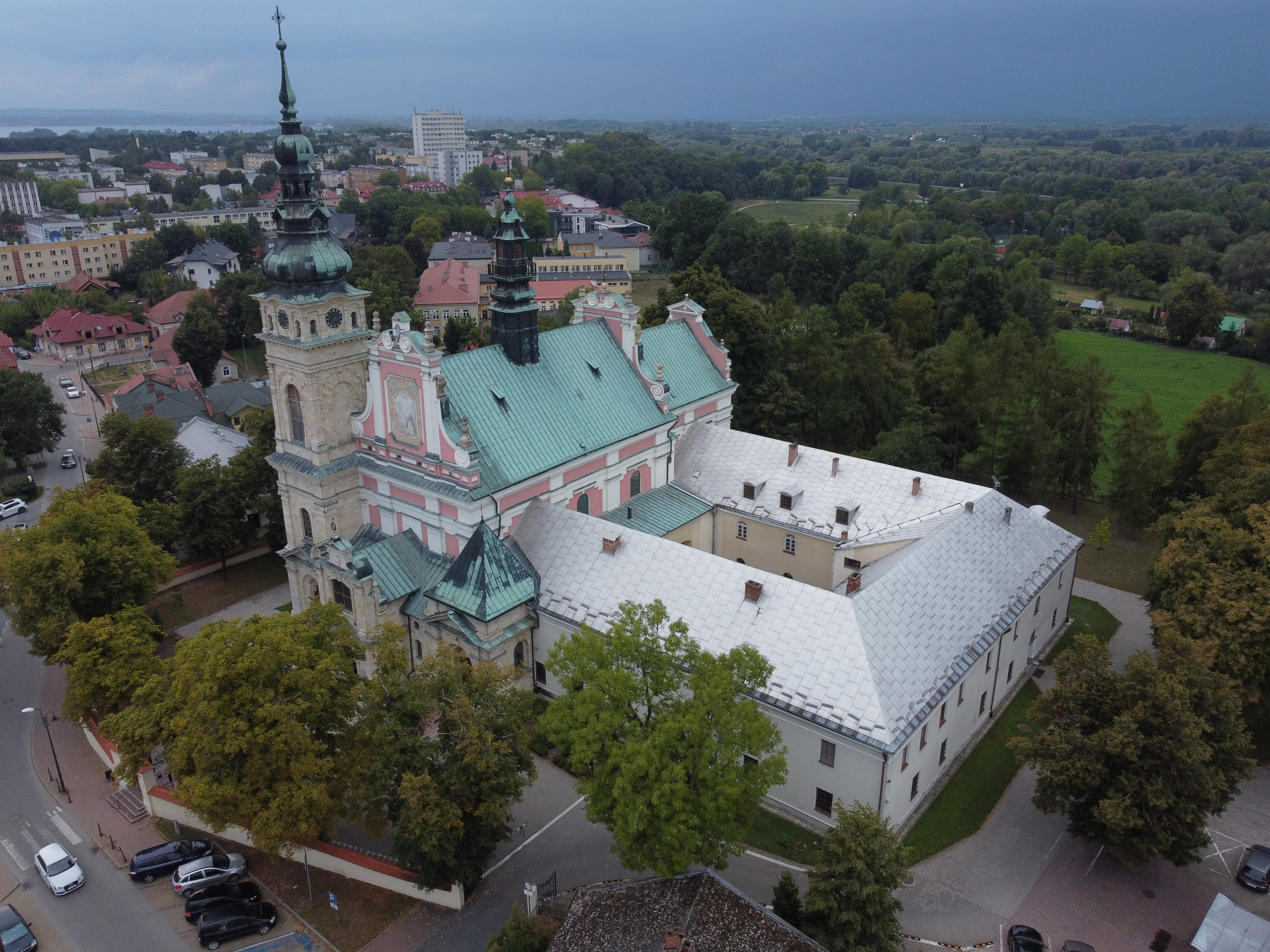
Zespół klasztorny dominikanów, widok od strony ul. Dominikańskiej

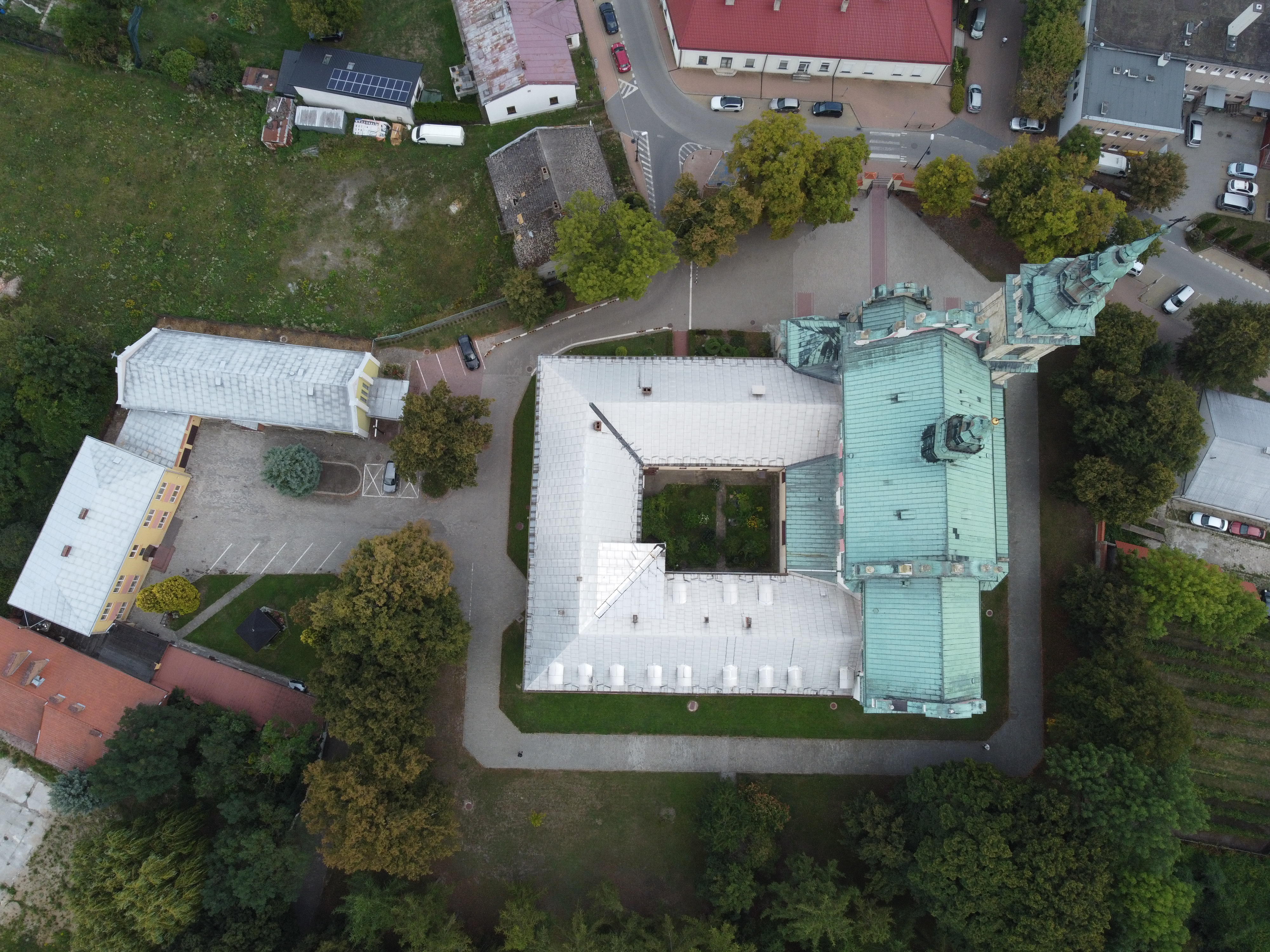
Widok z góry: z lewej kaplica, pośrodku klasztor, po prawej dach zielony kościoła

Zespół klasztorny dominikanów w Tarnobrzegu – zabytkowy kompleks dominikańskich budynków klasztorno-kościelnych przy ul Tadeusz Kościuszki 2 w Tarnobrzegu.
Zabytkową część kompleksu obejmuje:
- kościół Wniebowzięcia Najświętszej Marii Panny, budowany w latach 1693-1707, przebudowa 1904-09, jednocześnie kościół parafialny parafii Wniebowzięcia Najświętszej Maryi Panny w Tarnobrzegu;
- klasztor, wybudowany w 1676 roku, przebudowy XVIII wiek oraz rok 1880, siedziba konwentu męskiego dominikanów;
- mur z 2 połowy XVIII wieku z dwiema kapliczkami i dwiema bramami[3][4].

Dodatkowo w kompleksie znajdują się również:
- kaplica pw. Męki Pańskiej, dawna klasztorna stajnia, przebudowana na kaplicę. Budowla bardziej nowoczesna, stosunkowo niska i podłużna. Pary prostokątnych okien oddzielone są współczesnymi pilastrami. Wejście prowadzi do wysuniętej w przód kruchty. Nad nią znajduje się trójkątny fronton kościoła ozdobiony kamiennymi pilastrami z trójką podłużnych okien[5];
- dom katechetyczny z lat 70. XX wieku;
- garaże z lat 70. XX wieku;
- sala parafialna z lat 80. XX wieku;
- cmentarz przyklasztorny.

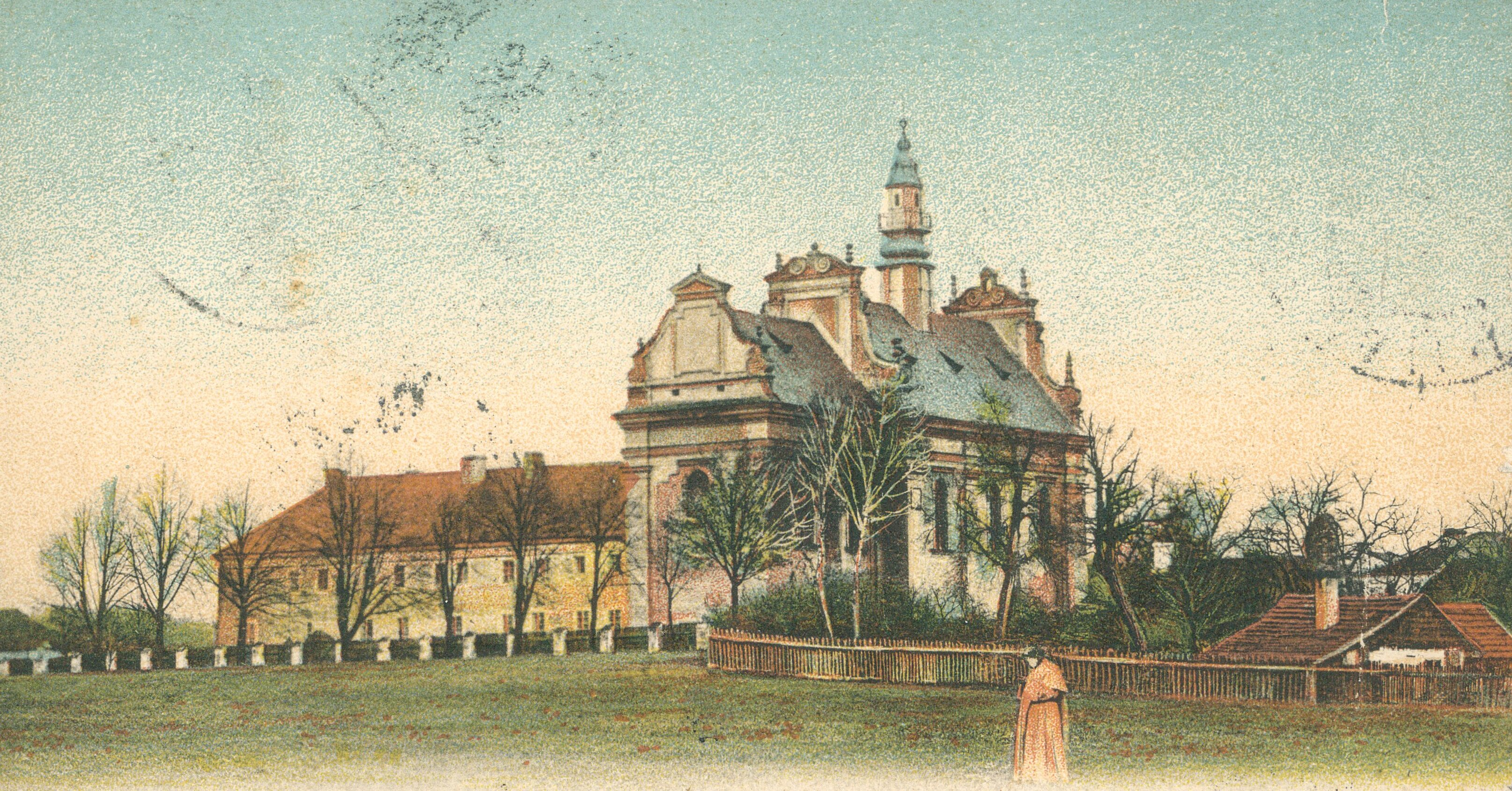
Klasztor, około 1905
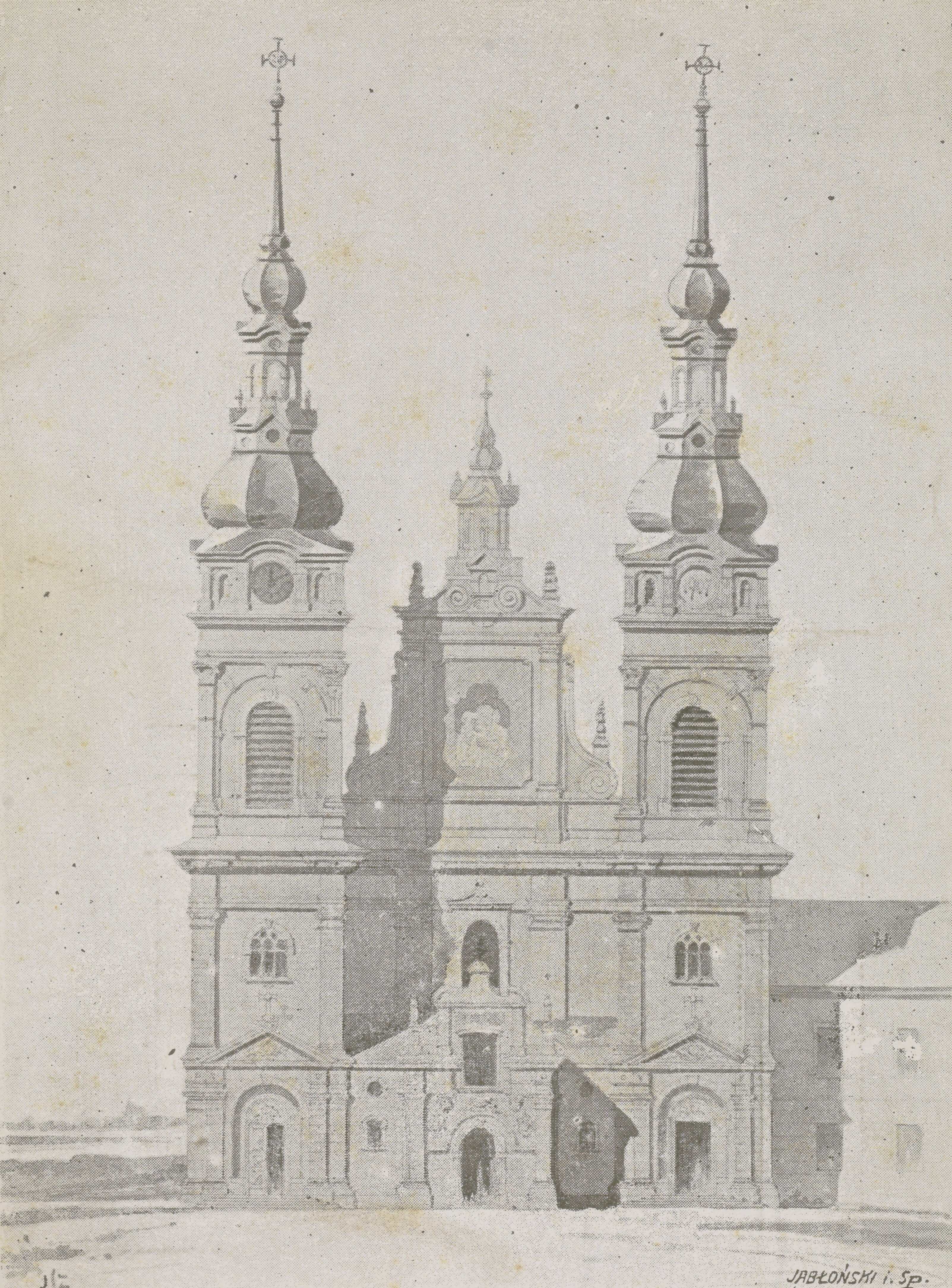
Projekt rozbudowy, 1910-1912
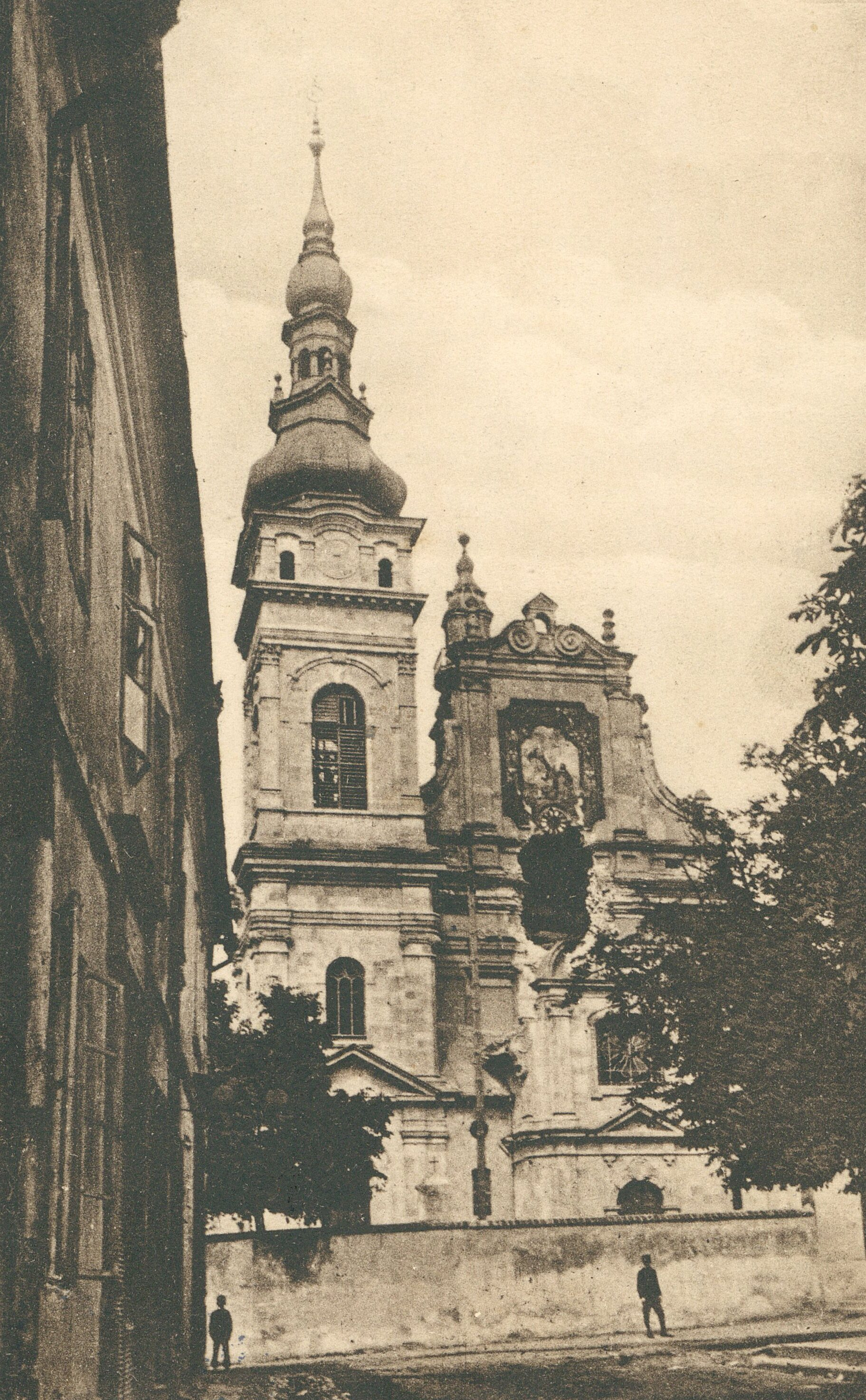
Klasztor, 1918-1925
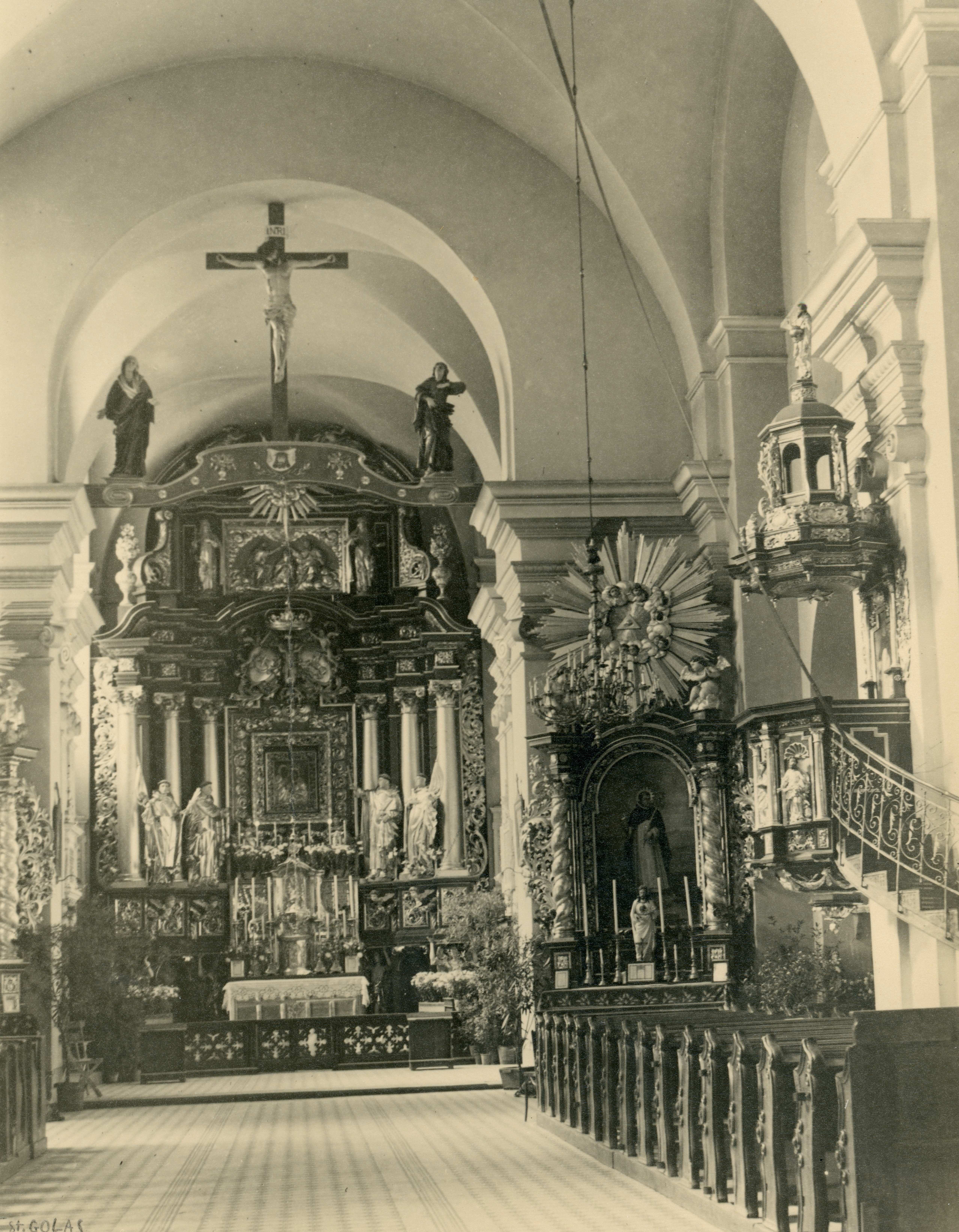
Wnętrze kościoła, 1944